# Arzej ha-Bira

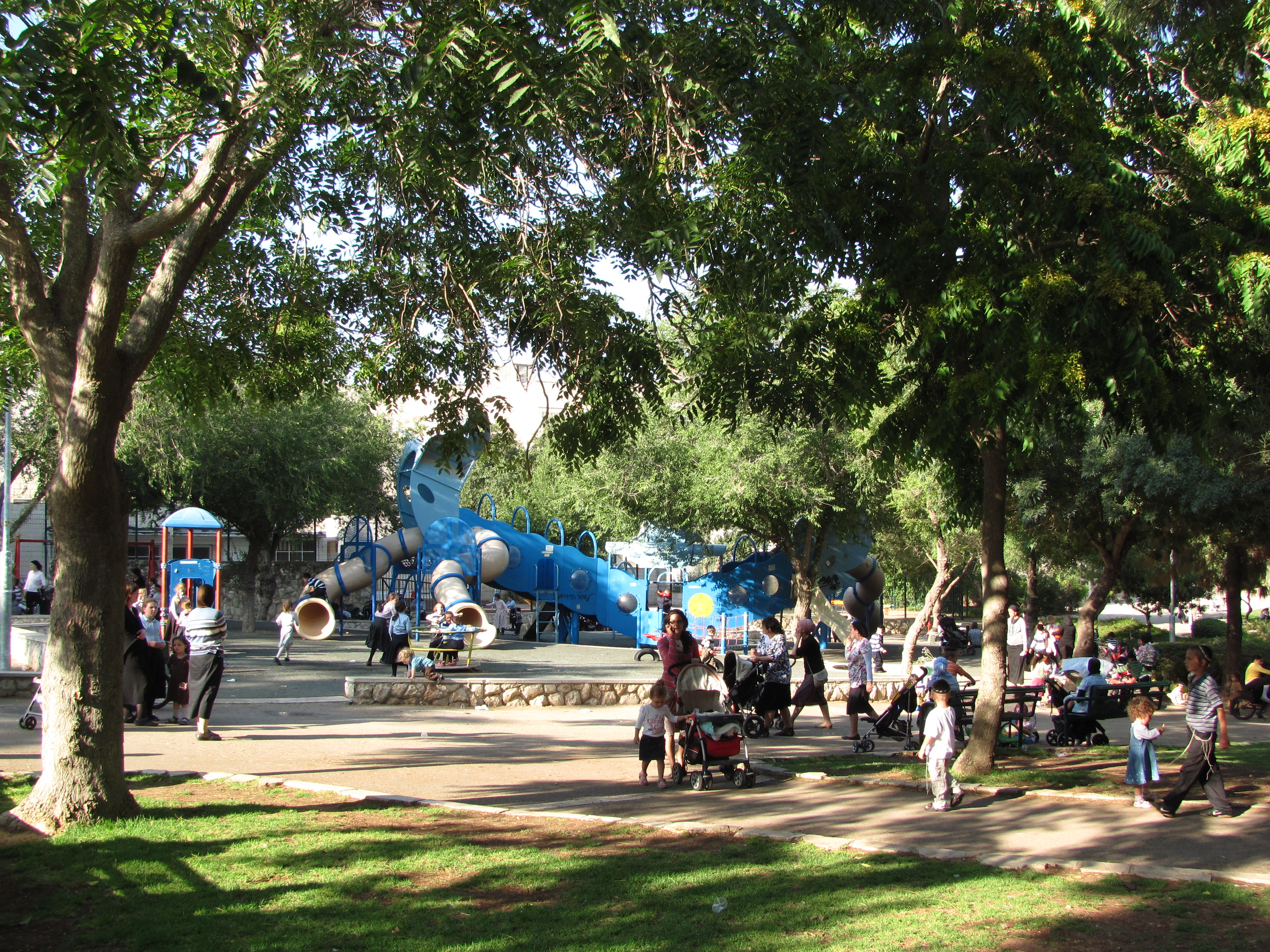
Hřiště v Arzej ha-Bira

Arzej ha-Bira (hebrejsky: ארזי הבירה, doslova Cedry hlavního města) je městská čtvrť v severní části Jeruzaléma v Izraeli.

## Geografie
Leží v nadmořské výšce přes 750 metrů, cca 2 kilometry severoseverozápadně od Starého Města. Na jihu a západě s ní sousedí čtvrť Šchunat ha-Bucharim, na východě ha-Mošava ha-Amerika'it a Šejch Džarach, na severu Šmu'el ha-Navi a Ma'alot Dafna. Leží na dotyku se Zelenou linií, která do roku 1967 rozdělovala Jeruzalém. Populace čtvrti je židovská.

## Dějiny
Vznikla v roce 1972 pro ultraortodoxní Židy.